# Eamonn O'Brien
Pour les articles homonymes, voir O'Brien.
Eamonn Anthony O'Brien est un mathématicien néo-zélandais, professeur de mathématiques à l'Université d'Auckland, en Nouvelle-Zélande, connu pour ses travaux sur la théorie numérique des groupes (en) et les p groupes.

## Formation
O'Brien a obtenu son doctorat en 1988 à l'Université nationale australienne. Sa thèse, intitulée The Groups of Order Dividing 256, a été supervisée par Michael F. Newman.

## Recherches
Les premiers travaux d'O'Brien concernaient la classification, jusqu'à l'isomorphisme, des groupes d'ordre 256. Il a développé les premiers logiciels informatiques pour compléter la classification et vérifier que la classification peut corriger les erreurs lors du comptage antérieur. Cela a conduit à des classifications de nombreuses autres familles de petits groupes. En 2000, avec Bettina Eick et Hans Ulrich Besche, O'Brien a classé tous les groupes d'ordre au plus 2000, à l'exclusion de ceux d'ordre 1024. Les groupes de l'ordre 1024 ont été énumérés à la place. Cette classification est connue sous le nom de bibliothèque des petits groupes. Plus tard avec Michael F. Newman et Michael Vaughan-Lee (en), O'Brien a étendu les classifications des groupes d'ordre {\displaystyle p^{6}}, {\displaystyle p^{7}}, et {\displaystyle p^{8}} . Ces classifications comprennent les tableaux fournis dans les systèmes de calcul formel SageMath, GAP et Magma.
Pendant une période de 20 ans à partir du milieu des années 1990, O'Brien a dirigé le projet de reconnaissance de groupe de matrices dont l'objectif principal est de résoudre le problème suivant : étant donné une liste de matrices inversibles sur un corps fini, déterminer la série de composition de le groupe,. Les implémentations d'algorithmes qui réalisent les objectifs de ce projet forment la base des calculs de groupes matriciels dans le système de calcul formel Magma.
Les collaborations d'O'Brien incluent la résolution de plusieurs conjectures dont la conjecture de Ore, selon laquelle tous les éléments des groupes simples finis non abéliens sont des commutateurs.

## Prix et distinctions
En 1995, il bénéficie d'une bourse Humboldt de la Fondation Alexander-von-Humboldt.
En 2004, il reçoit le prix de recherche en mathématiques de la Nouvelle-Zélande.
En 2009, il est élu membre de la Royal Society of New Zealand, dont il est lauréat de la médaille Hector en 2020. En 2021, il reçoit la médaille d'excellence en recherche de l'Université d'Auckland.

## Publications (sélection)
- (en) Derek F. Holt, C. R. Leedham-Green, E. A. O'Brien et Sarah Rees, « Testing matrix groups for primitivity », Journal of Algebra, vol. 184, no 3,‎ 1996, p. 795–817 (DOI 10.1006/jabr.1996.0285, MR 1407871).
- (en) Derek F. Holt, C. R. Leedham-Green, E. A. O'Brien et Sarah Rees, « Computing matrix group decompositions with respect to a normal subgroup », Journal of Algebra, vol. 184, no 3,‎ 1996, p. 818–838 (DOI 10.1006/jabr.1996.0286, MR 1407872).
- (en) C. R. Leedham-Green et E. A. O'Brien, « Tensor products are projective geometries », Journal of Algebra, vol. 189, no 2,‎ 1997, p. 514–528 (DOI 10.1006/jabr.1996.6881, MR 1438187).
- (en) C. R. Leedham-Green et E. A. O'Brien, « Recognising tensor-induced matrix groups », Journal of Algebra, vol. 253, no 1,‎ 2002, p. 14–30 (DOI 10.1016/S0021-8693(02)00041-8, MR 1925006).
- (en) S. P. Glasby, C. R. Leedham-Green et E. A. O'Brien, « Writing projective representations over subfields », Journal of Algebra, vol. 295, no 1,‎ 2006, p. 51–61 (DOI 10.1016/j.jalgebra.2005.03.037, MR 2188850).
- (en) Martin W. Liebeck, E. A. O'Brien, Aner Shalev et Pham Huu Tiep, « The Ore conjecture », Journal of the European Mathematical Society, vol. 12, no 4,‎ 2010, p. 939–1008 (DOI 10.4171/JEMS/220, MR 2654085).
- (en) Robert M. Guralnick, Martin W. Liebeck, E. A. O'Brien, Aner Shalev et Pham Huu Tiep, « Surjective word maps and Burnside's {\displaystyle p^{a}q^{b}} theorem », Inventiones Mathematicae, vol. 213, no 2,‎ 2018, p. 589–695 (DOI 10.1007/s00222-018-0795-z, MR 3827208).